# مایکل ماک
مایکل ماک (انگلیسی: Michael Mak؛ زادهٔ ۰ سپتامبر ۱۹۵۸) کارگردان فیلم اهل چین است.
از فیلم‌ها یا مجموعه‌های تلویزیونی که وی در آن‌ها نقش داشته‌است، می‌توان به تیراندازی و عشق ابدی اشاره نمود.